# Sklárna Annín
Sklárna Annín (německy Annathal) stojí ve vsi Annín u Sušice v okrese Klatovy, patří mezi nejstarší sklárny v Čechách.

## Historie
První písemné zprávy o šumavském sklářství pocházejí z 1. poloviny 14. století a uvádějí, že na území Čech přišli skláři z Bavorska. Na Šumavě ve 2. polovině 19. století existovaly pouze tři podniky, které vyráběly duté sklo (Annín, Lenora a Volary).
Původní sklárna nazývaná Wunderbach patřící pod panství Vatětice vznikla poblíž stejnojmenné osady mezi lety 1736–1743. Sklárna vyráběla čiré lékárnické sklo, páteříky i rubínově zbarvené lahve. Poté, co se vatětické panství dostalo do problémů, sklárna zanikla. V roce 1755 je uváděna jako vyhaslá. Skelmistrem byl pravděpodobně Johann Carl Eisner.
V roce 1795 kupuje vatětické panství kašperskohorský purkmistr Augustin Müller, který v roce 1796 získal povolení vybudovat skelnou huť s brusírnou, řezačskou a malířskou dílnou. V té době se sklárna nazývala Augustinhütte. Od roku 1803 přechází statek a sklárna do rukou Jakuba Wimmera a nazývá se Wimmerhalter, Vatětická sklárna nebo Wasserhütte. Továrník Jakub Wimmer ji pronajímá různým sklářům. Jednalo se například o Pavla Meyera, Johanna Lötze či bratry Blochovy. Po roce 1832, kdy panství kupuje Emanuel Müller, syn Augustina Müllera, se začíná části u Otavy říkat Annathal a stejný název nese i zdejší sklárna.Tak vznikla roku 1866 moderní továrna na výrobu dutého skla v Anníně.
Dalším význačným vlastníkem až do konce druhé světové války byl Josef Eduard Schmid. Luxusní duté sklo benátského typu přineslo rozkvět sklárny v podobě první elektrické pece v Evropě. V roce 1935 zde byla uvedena do provozu druhá elektrická tavicí pec v tehdejším Československu. Sklárnu tehdy řídil Ing. Karel Schell. V roce 1945 byla sklárna, tehdy národní podnik Šumavské sklárny znárodněna a o tři roky později byl její provoz opět ukončen. Zůstala jen brusírna, která byla od roku 1965 součástí n.p. Český křišťál a potom koncernového podniku Sklárny Bohemia. V roce 1993 byla brusírna privatizována firmou Antonín Rückl a synové. V roce 2003 byl zdejší provoz omezen a brusírna pronajímána. V roce 2012 továrnu Annín zakoupil Petr Švrčula, který v roce 2015 oživil i provoz hutní výroby skla a spolu se třemi zaměstnanci pokračuje v produkci šumavského sklářství, zakládá muzeum produkce sklárny Annín a spoluorganizuje sklářská sympozia. Brusírna se poté přesouvá do nedalekého Rajského dvora, kde funguje nepřetržitě.[zdroj?]

## Galerie

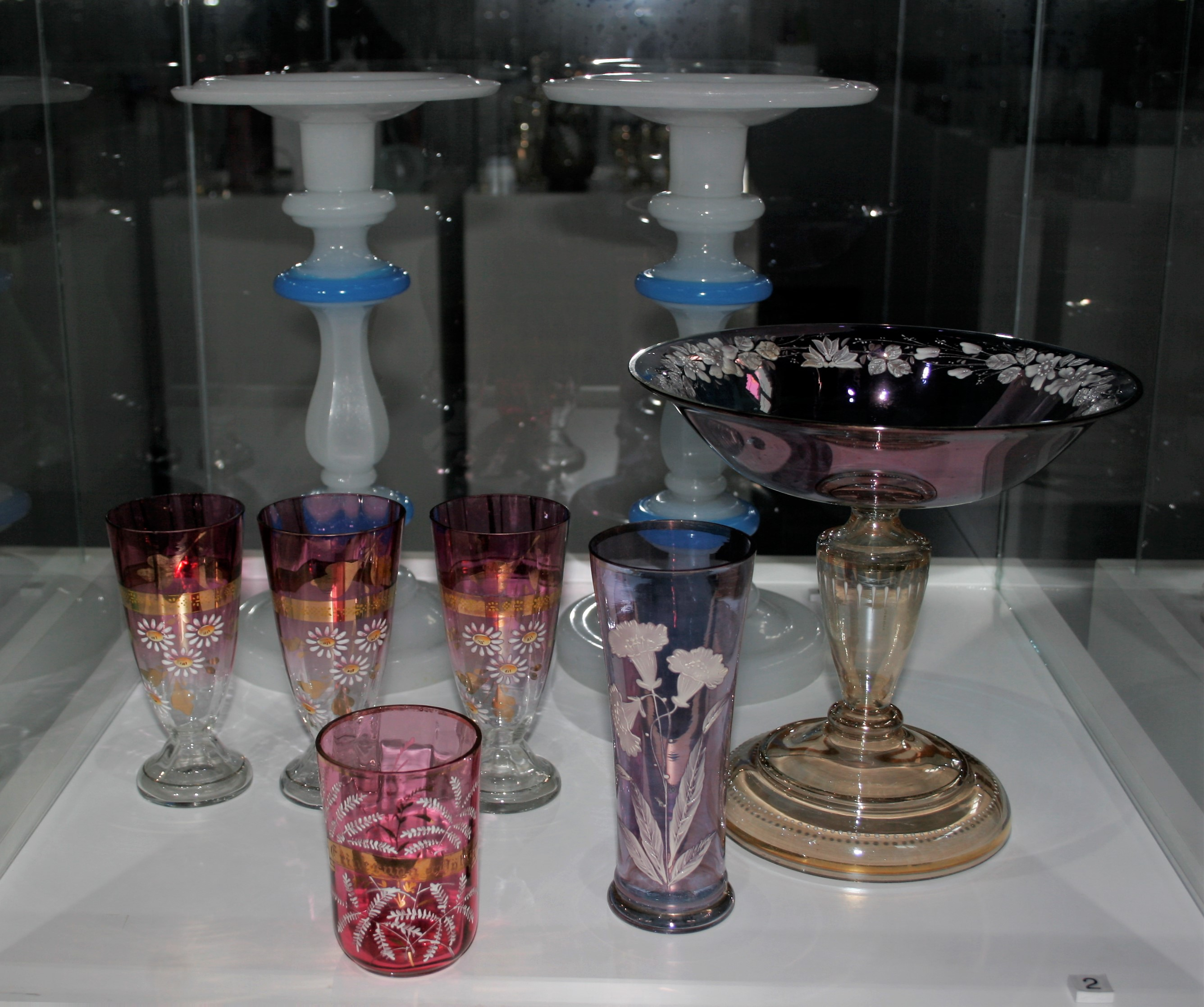
Muzeum skla
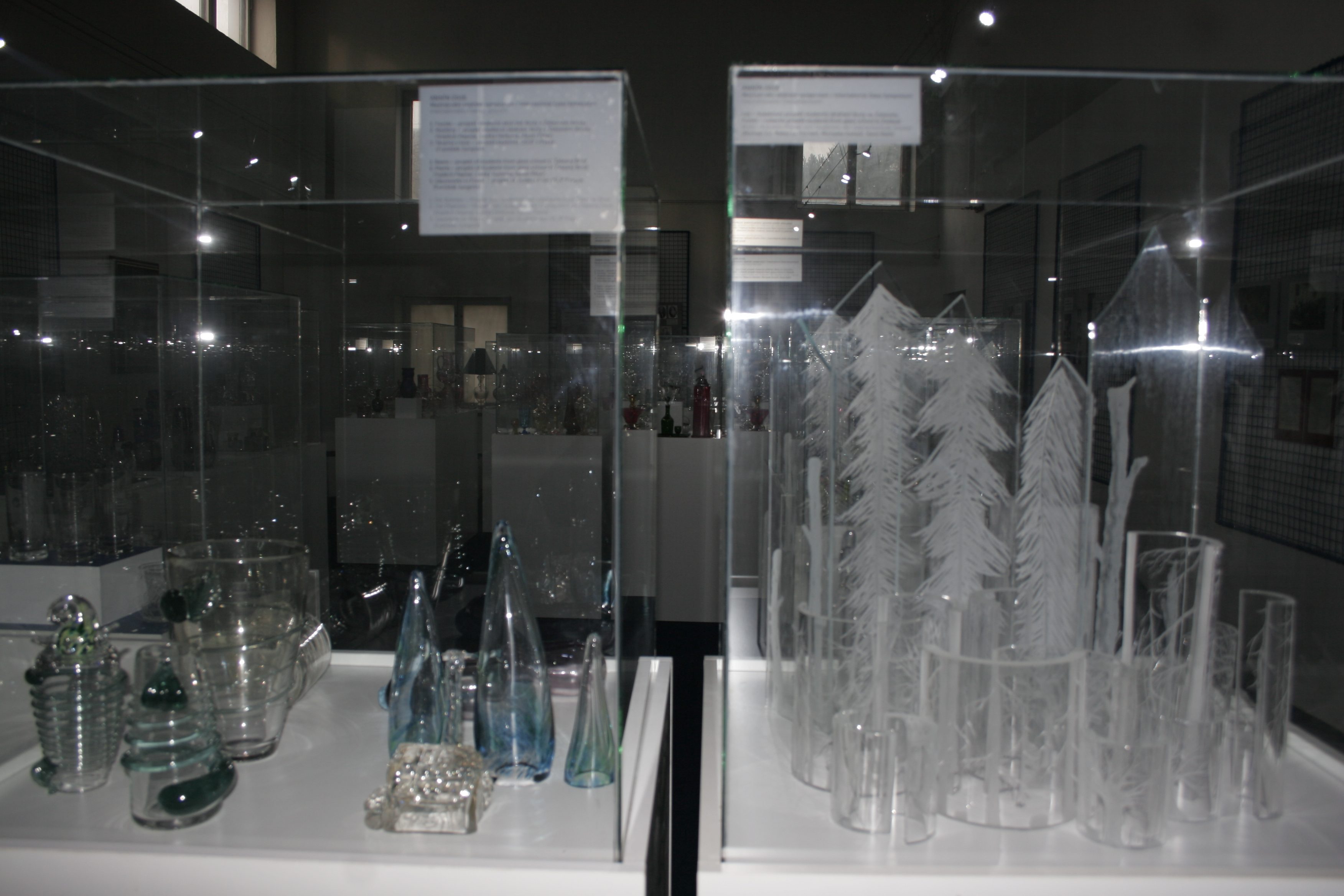
Pohled do expozice
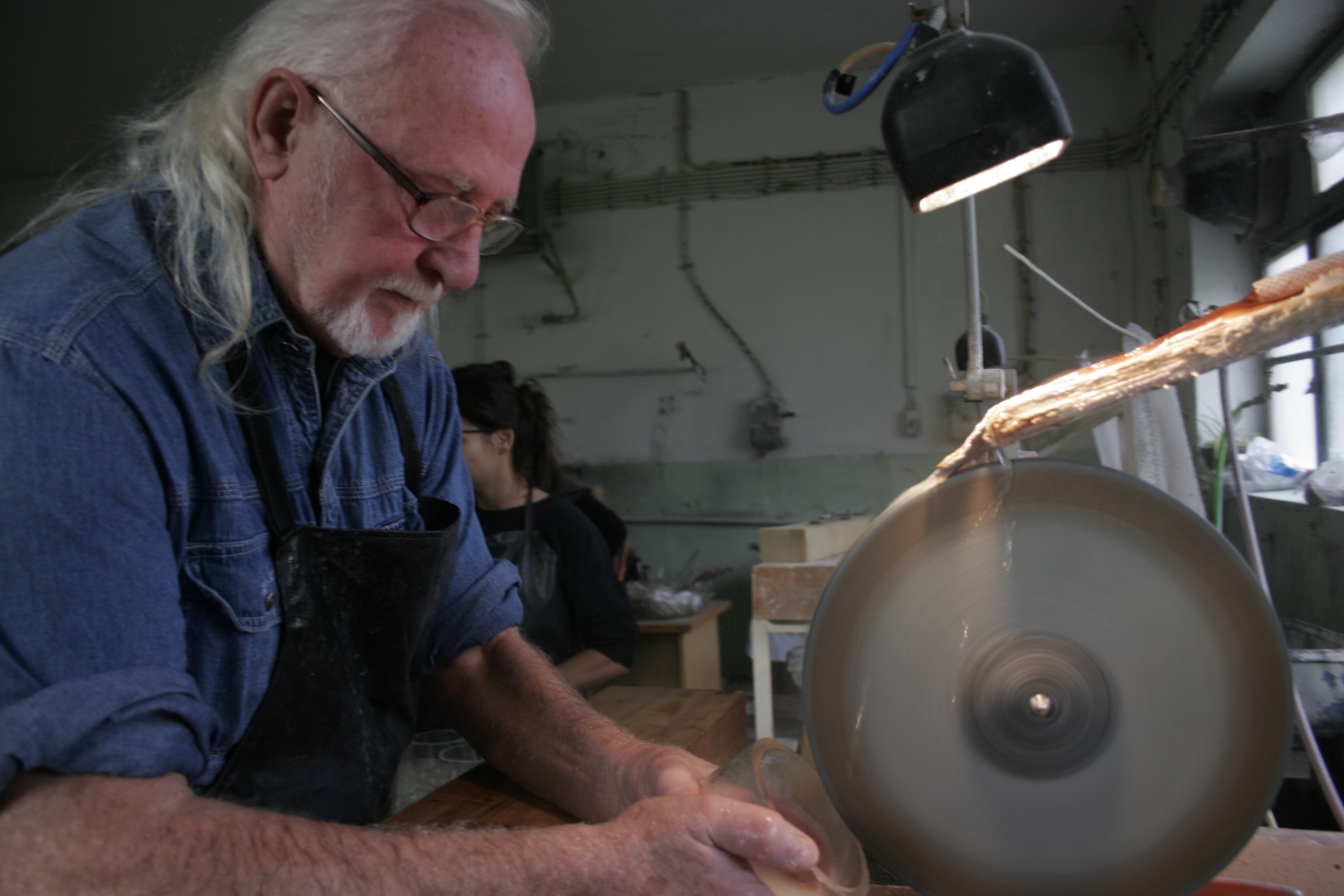
Brusič Gabriel Hájek
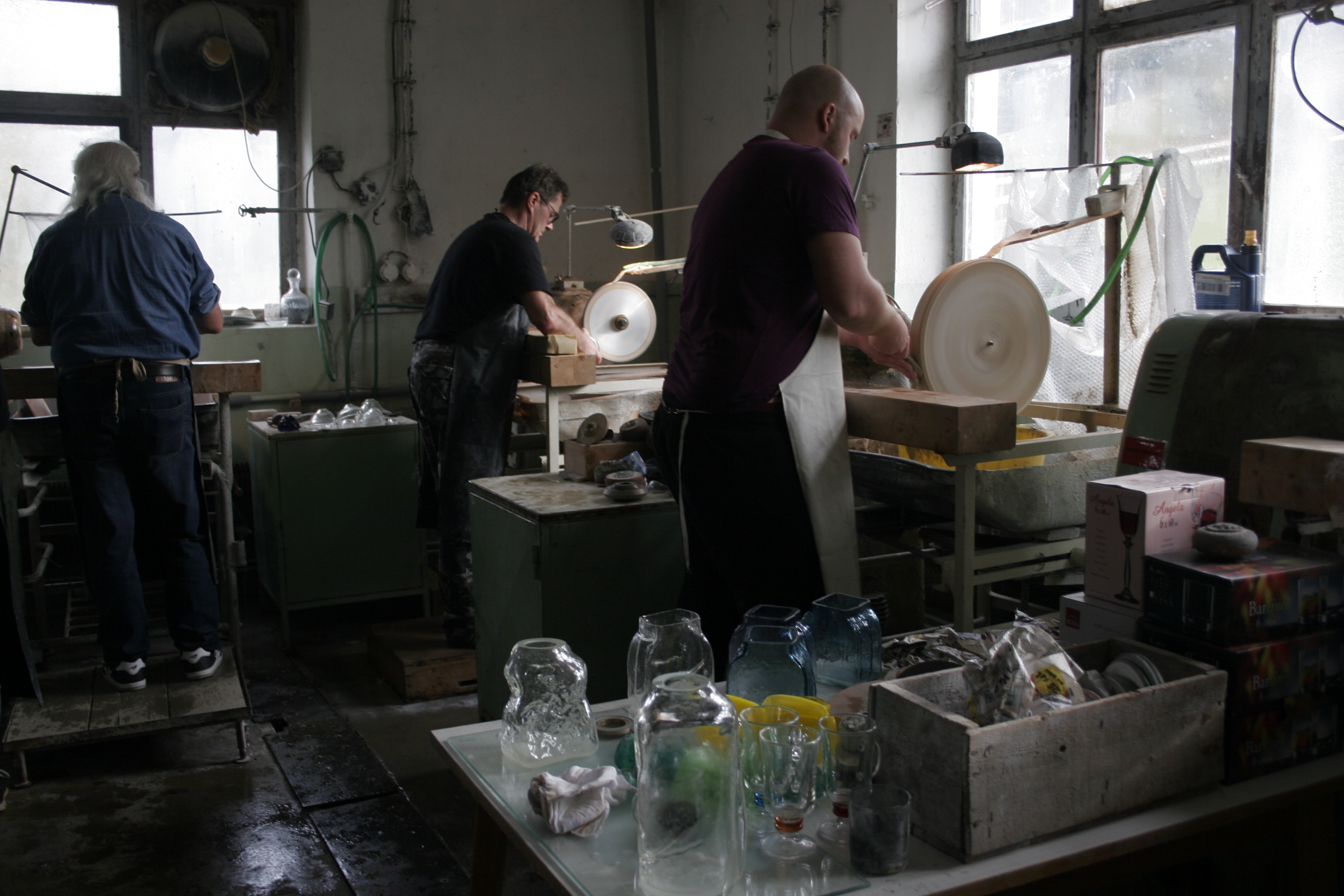
Sklárna Annín